# Вуза
Вуза (ср.-греч. Βούζης; fl. 528—556) — византийский генерал, который во время правления Юстиниана I (годы правления: 527—565) участвовал в войнах против сасанидских персов.

## Биография
Вуза был уроженцем Фракии. Скорее всего, он был сыном генерала и мятежника Виталиана. Прокопий Кесарийский идентифицировал Кутзеса и Венила как братьев Бузе. Безымянная сестра была матерью Домнентиолуса.
Вуза пережил поражение. Далее он упоминается об участии в битве при Даре (июнь 530 года). Он служил командиром кавалерии вместе с герулом Фарой. Среди его помощников был Андреас, отличившийся в первый день битвы. «Край левой прямой траншеи, которая соединялась с поперечной траншеей, до холма, который здесь возвышается, удерживался Вузой с большим отрядом всадников и Фарасом Эрулианцем с тремя сотнями его народа. Справа от них. за пределами траншеи, под углом, образованным поперечной траншеей и прямым участком, простирающимся от этой точки, находились Суника и Айган, массагеты (гунны) по происхождению, с шестьюстами всадниками, чтобы, если командуемые Вузой и Фарасом будут отброшены, они могли бы, быстро продвигаясь по флангу и войдя в тыл врага, легко поддержать римлян в этом месте».
Ближе к вечеру определенный отряд всадников, которые держали правое крыло Сасанидов, отделяясь от остальной армии, выступил против сил Вузы и Фараса. И римляне отступили на небольшое расстояние в тыл. Персы, однако, не преследовали их, а оставались там, опасаясь, как я полагаю, некоторых попыток окружить их со стороны врага. Затем обращенные в бегство римляне внезапно бросились на них. выдержали их натиск и двинулись обратно к фаланге, и снова силы Вузы и Фараса заняли свои позиции. В этой схватке пали семь персов, и римляне овладели их телами; после этого обе армии спокойно оставались на своих позициях.